# Валенхорст
Валенхорст (њем. Wallenhorst) општина је у њемачкој савезној држави Доња Саксонија. Једно је од 34 општинска средишта округа Оснабрик. Према процјени из 2010. у општини је живјело 23.865 становника. Посједује регионалну шифру (AGS) 3459033.

## Географски и демографски подаци
Валенхорст се налази у савезној држави Доња Саксонија у округу Оснабрик. Општина се налази на надморској висини од 88 метара. Површина општине износи 47,2 km². У самом мјесту је, према процјени из 2010. године, живјело 23.865 становника. Просјечна густина становништва износи 506 становника/km².

## Међународна сарадња
| Мјесто   | Држава  | Врста сарадње | Од    |
| -------- | ------- | ------------- | ----- |
| Приверно | Италија | партнерство   | 2008. |
|          | Пољска  | партнерство   | 2002. |
| Извор    |         |               |       |